# Arrhopalites principalis
Arrhopalites principalis is een springstaartensoort uit de familie van de Arrhopalitidae. De wetenschappelijke naam van de soort is voor het eerst geldig gepubliceerd in 1945 door Stach.